# Flora (Bergisch Gladbach)
Die Flora ist ein Ortsteil und ein ehemaliges Gasthaus im Stadtteil Paffrath der Stadt Bergisch Gladbach  im Rheinisch-Bergischen Kreis.

## Lage und Beschreibung
Die Ortslage liegt beiderseits der Paffrather Straße an der Kreuzung mit der Bundesstraße 506 im Osten von Paffrath. Die Ortschaft liegt mittlerweile in einem geschlossenen Siedlungsbereich, so dass sie nicht mehr eigenständig wahrgenommen wird.

## Geschichte
In der Mitte des 19. Jahrhunderts wurde – damals noch auf dem freien Feld – an der verkehrsgünstigen Lage eine Gastwirtschaft mit dem Namen Flora erbaut. Damit war die Ortslage Teil der Bürgermeisterei Bergisch Gladbach im Kreis Mülheim am Rhein.
Der Ort ist auf der Preußischen Neuaufnahme von 1892 und auf Messtischblättern regelmäßig als Flora oder ohne Namen verzeichnet.
| Jahr | Einwohner | Wohn- gebäude | Kategorie |
| ---- | --------- | ------------- | --------- |
| 1885 | 14        | 3             | Wohnplatz |
| 1895 | 27        | 4             | Wohnplatz |
| 1905 | 39        | 6             | Wohnplatz |